# Monika Grütters
Monika Grütters (Münster, 9 gennaio 1962) è una politica tedesca, Commissaria federale dell'Unione Cristiano Democratica (CDU) per la Cultura e i Media nel governo di Angela Merkel dal 2013 al 2021, è membro del Bundestag dal 2005.

## Biografia
Dopo il diploma di scuola superiore nel 1981, Monika Grütters ha studiato lingua e letteratura tedesca, storia dell'arte e scienze politiche all'Università di Münster e dal 1982 alla Rheinische Friedrich-Wilhelms-Universität di Bonn, dove si è laureata nel 1989 come Magister Artium. Dopo aver lavorato nel dipartimento stampa e pubbliche relazioni dell'Opera di Bonn durante i suoi studi dal 1987 al 1988, è stata poi,  nella stessa area, dal 1990 al 1991 presso l'allora Museum for Transportation and Technology di Berlino e dal 1991 al 1992 per la casa editrice Bouvier. Tra il 1992 e il 1995 Grütters è stata portavoce dell'Amministrazione del Senato per la Scienza e la Ricerca (Stato di Berlino).
Dal 1991 al 1999, Grütters è stata docente di gestione culturale presso l'Hanns Eisler College of Music di Berlino. Dal 1999, è titolare di una cattedra onoraria presso la Freie Universität Berlin per il programma del Master Arts and Media Administration.
Grütters ha lavorato anche come responsabile delle pubbliche relazioni per la Bankgesellschaft Berlin dal 1996. Dal 1998 al 2013 è stata portavoce del consiglio di amministrazione della Fondazione Brandenburger Tor. È membro del Comitato centrale dei cattolici tedeschi e dal 2013 portavoce della sezione "Cultura, educazione e media" del comitato.

## Riconoscimenti
- 2017 – Julius Campe Prize[1]
- 2018 – Ordre des Arts et des Lettres
- 2019 – Order of the Aztec Eagle[2]